# Manoir des Gaudinières
Le Manoir des Gaudinières est un château français situé à Bonchamp-lès-Laval, dans le département de la Mayenne et la région des Pays de la Loire. Il est situé avec le village des Gaudinières, à 500 mètres du bourg de Forcé. L'activité de poterie fut à son apogée dans ce lieu au XVIe siècle.

## Désignation
- Les Gaudinières Carte de Cassini

## Histoire
Un grand logis, bâti dans les premières années du XVIIe siècle par la famille Hervé, est flanqué de deux pavillons peu saillants et par derrière d'une tour carrée. On y remarque encore deux portes d'un beau travail pour les assemblages de panneaux variés et les moulures. 

## Village
« « Village considérable, où il y a des poteries, où l'on fait toutes sortes de vases de terre rouge. La chapelle qui s'y trouve et qui est assez grande n'est pas titrée. On y dit la messe de temps en temps. » Pierre-François Davelu »
L'industrie était déjà ancienne en 1551, et rivale de celle de Thévalles et de Saint-Pierre-le-Potier. Mais il n'y a plus trace des « ouvroirs » et fours qui fonctionnaient encore à la fin du XVIIIe siècle. Les Vendéens y enrôlèrent : Jean et Pierre Deffay, Lefaucheux et les frères Hardouin.

## Chapelle
Barbe Hervé, dame des Gaudinières, fit construire la chapelle et la dota d'une rente de 25 ₶ en 1657, priant l'évêque « d'y faire célébrer une messe tous les dimanches, afin que dans l'infirmité où elle est, elle puisse plus aizément assister au divin office, ainsi que le peuple des villages, du moins ceux qui sont obligés garder les maisons pendant que les chefs de ménaige assistent à leur grand messe paroichiale. » 
La chapelle est à double pignon, de 8 mètres de longueur. Les statuettes qui garnissent les murs — plusieurs Saints-Michels — probablement blanchies à la chaux sont peut-être pour l'Abbé Angot des essais naïfs d'un ouvrier du lieu. En l'an XI, le curé de Bonchamp obtint permission d'entendre les confessions et de célébrer la messe dans la chapelle.

## Sources et bibliographie
- « Manoir des Gaudinières », dans Alphonse-Victor Angot et Ferdinand Gaugain, Dictionnaire historique, topographique et biographique de la Mayenne, Laval, A. Goupil, 1900-1910 [détail des éditions] (BNF 34106789, présentation en ligne)